# 9П
Паровоз 9П (9-й тип паровоза — заводское обозначение) — маневровый танк-паровоз типа 0-3-0, выпускавшийся в Советском Союзе с 1935 по 1957 год. Последний советский паровоз широкой колеи.

## История
Новый маневровый паровоз, получивший обозначения 9П, был разработан Локомотивпроектом НКТП в 1934—1935 годах. Первый, опытный паровоз этого типа был построен на Коломенском машиностроительном заводе в 1935 году (заводской тип 164).
В следующем году Коломенский завод выпустил ещё 55 паровозов типа 9П. Также эти паровозы стали выпускаться на Новочеркасском паровозостроительном заводе (16 паровозов в 1937 году, 64 в 1938 году).
С 1939 года Коломенский завод возобновил постройку паровозов типа 9П, при этом конструкция паровозов, выпускавшихся с 1939 года была улучшена по сравнению с более старыми паровозами 9П.
В 1946—1955 годах паровозы 9П выпускались Муромским паровозостроительным заводом им. Дзержинского. С 1955 по 1957 год Муромский завод выпускал несколько изменённый вариант паровоза, получивший обозначение 9ПМ.

## Количество выпущенных паровозов
- Коломенский завод:
  - 1935 — 1 паровоз
  - 1936 — 55 паровозов
  - 1939 — 67 паровозов
  - 1940 — 60 паровозов
  - 1941 — 25 паровозов
- Новочеркасский завод:
  - 1937 — 16 паровозов
  - 1938 — 64 паровоза
- Муромский завод (суммарный выпуск 2736 паровозов):
  - 1946—1955: ~2200 паровозов
  - 1955—1957 (9ПМ): ~500 паровозов

## Использование
Паровозы 9П использовались на маневровых работах советскими железными дорогами, а также многими предприятиями для самых разных целей, например, для подачи вагонов-ковшей под разлив доменного чугуна.

## Технические особенности
Первый (опытный) паровоз Коломенского завода имел следующие характеристики и конструктивные особенности:
- Котёл: диаметр — 1320 мм, топка радиального типа, 160 дымогарных труб диаметром 46/51 мм и длиной 3250 мм
- Парораспределение: тип Вальсхарта (Гейзингера) с кулисой закрытого типа, нераздвижными цилиндрическими золотниками с внутренним впуском пара
- Два горизонтальных инжектора Фридмана АНТК-6 и АНТК-7, прикреплённых к будке машиниста
- Поршни без контрштоков
- Дышла с плавающими втулками из свинцовистой бронзы
- Сварные междурамные крепления
- Запас воды — 5м³
- Запас угля — 2м³
- Бандажи колёс второй оси не имели гребней, это было сделано для облегчения прохода кривых малого радиуса (до 40 метров)
- Рессорное подвешивание — трёхточечное, статически определённоеПаровоз памятник. 9П — 204. Установлен на территории железнодорожного цеха ОАО «СУМЗ». Город Ревда, Свердловская область.
- Масса паровоза в рабочем состоянии — 55 тонн

Паровозы, выпускавшиеся на Коломенском заводе с 1939 года, имели следующие особенности, отличавшие их от паровозов более раннего выпуска:
- Увеличенный объём баков для воды (6,5 м³)
- Полностью сварной котёл
- Наличие паросушителя
- Отсутствие водоочистителя
- Изменённая конструкция будки машиниста и угольного ящика
- Наличие электрического освещения
- Буксовые подшипники — стальные с наплавкой из свинцовистой бронзы вместо бронзовых

## Сохранившиеся паровозы[1][2]

### В рабочем состоянии
- 9П-201. С 3 июня 2023 года используется в составе ретропоезда в городе Сортавала, курсирует от железнодорожной станции к причалу на Валаам. Ранее стоял в качестве памятника в городе Алапаевск у металлургического завода.[3]
- 9П-19489 постройки 1954 г. До 1982 года работал на ТЭЦ-5 Ленэнерго, затем в течение многих лет простоял заброшенным на станции Нева. В начале 1990-х годов паровоз был передан Центральному музею железнодорожного транспорта и помещён на площадку музея в Шушарах. Осенью 2000 года был доставлен паровозом Эу683-32 на своих осях с площадки музея в локомотивное депо Санкт-Петербург-Сортировочный-Московский для ремонта. Но приступить к его ремонту в полном объёме паровозный участок депо смог лишь в 2007 году. В начале 2008 года паровоз был восстановлен до рабочего состояния и оставлен в депо, где в настоящее время периодически используется в маневровой работе. В качестве топлива для него применяется, как правило, отработанное масло, сливаемое с тепловозов, реже — мазут. Осенью 2015 года паровоз был переделан на уголь, в качестве топлива, силами депо Подмосковная.

- 9П-19499 в  депо Подмосковная Московской железной дороги,  депо Тихорецкая Северо-Кавказской железной дороги.
- 9П-22518 в депо Тихорецкая Северо-Кавказской железной дороги.

### В музеях
- 9П-14362 — Лыщицы
- 9П-389 — Донецк9П-389 в музее Донецкой железной дороги
- 9П-649 — Ташкент в музее железнодорожной техники
- 9П-749 — Харьков в музее Южной железной дороги
- 9П-15311 — Колпино в музее Ижорского завода
- 9П-17347 — в Москве на Рижском вокзале
- 9П-320 — Ростов-на-Дону
- 9П-15387 — в Санкт-Петербурге на Варшавском вокзале
- 9П-18430 — в Нижнем Новгороде на станции Нижний Новгород-Сортировочный
- 9П-2 — Новосибирский музей железнодорожной техники на станции Сеятель
- 9ПМ−221 — Барановичи
- 9ПМ−267 — Верхняя Синячиха
- 9ПМ−210 — Оленегорск

### Паровозы-памятники
- 9П-012 — Муром, на территории «Муромтепловоз»
- 9П-13231 — Каунас
- 9П-10103 - Рустави Грузия (Планируется перенос в Тбилиси как памятник)
- 9П-158 (превращён в кухню ресторана) — Хабаровск на станции Хабаровск I
- 9П-178 — Орёл, у Конгресс-холла МегаГринн. Куплен орловской корпорацией ГРИНН. До 2012 стоял в Москве на станции Лихоборы.
- 9П-268 — Установлен в г. Норильске на постамент после восстановления.
- 9ПМ−272 — Златоуст, в сквере у вокзала
- 9 Пм-299 - Первоуральск ОАО "Первоуральское Рудоуправление"
- 9П-337 Краматорск, напротив железнодорожного вокзала
- 9П-463 — Челябинск у музея ЮУЖД
- 9П-504 — Нижний Тагил у депо ПЖТ НТМК
- 9П-9123 — Старый Оскол
- 9П-18412 — Мариуполь ММК
- 9П-21582 — Новосокольники9П-649 в Музее железнодорожного транспорта в Ташкенте
- 9П-460 — Львов у депо Львов-Запад
- 9П-470 — Ивано-Франковск у депо
- 9П-536 — Могилёв
- 9П-679 — Самара
- 9П-109 — Пермь у Мотовилихинских заводов
- 9П-14334 — Новороссийск у депо
- 9П-17485 — Киев у КПИ
- 9П-239 — БарнаулПаровоз-памятник 9П-749 (Локомотивное депо Основа, Харьков, Украина)9П-610 — Шепетовка у музея Островского
- 9П-742 — РУТ (МИИТ)
- 9П-752 — Пермь у станции Пермь-I
- 9ПМ−122 — Новокузнецк
- 9ПМ−161 — Нижний Тагил в музее-заводе
- 9П−50Э — Нижний Тагил на смотровой площадке г. Высокая
- 9ПМ−350 — Чусовой на Чусовском металлургическом заводе
- 9П-50 — Магнитогорск на территории ОАО ММК
- 9П-1827 — Екатеринбург Уральский железнодорожный лицей
- 9П-23534 — Балашов-I
- 9П-2175 — Каменское, последний паровоз, находившийся на территории ДМК, установлен в музее ДМК под открытым небом.
- 9П-709 — Губаха, у ОАО «Губахинский кокс»[4]
- 9П-388 — Донецк (на территории ДМЗ)
- 9П-204 — Ревда, Свердловская область (Железнодорожный цех ОАО «СУМЗ»)
- 9П-627 — Липецк, Липецкая область (Цех Ремонта Подвижного Состава и Эксплуатации Локомотивов Новолипецкий металлургический комбинат)
- 9П-140 — Москва (з-д "Серп и Молот")
- 9П-1849 — Ижевск (памятник на территории завода "Ижсталь")

Паровоз 9П-746 (Харьков, парк Юность) уничтожен. Неизвестна судьба паровоза-памятника 9П, установленного в Парке Победы в Белгороде и демонтированного в 2004 году.